# Паонія (Колорадо)
Паонія (англ. Paonia) — місто (англ. town) в США, в окрузі Дельта штату Колорадо. Населення — 1447 осіб (2020).

## Географія
Паонія розташована за координатами 38°52′11″ пн. ш. 107°35′29″ зх. д. / 38.86972° пн. ш. 107.59139° зх. д. (38.869809, -107.591362).  За даними Бюро перепису населення США в 2010 році місто мало площу 2,21 км², уся площа — суходіл.

### Клімат
| Клімат : Паонія       | Клімат : Паонія | Клімат : Паонія | Клімат : Паонія | Клімат : Паонія | Клімат : Паонія | Клімат : Паонія | Клімат : Паонія | Клімат : Паонія | Клімат : Паонія | Клімат : Паонія | Клімат : Паонія | Клімат : Паонія | Клімат : Паонія |
| Показник              | Січ.            | Лют.            | Бер.            | Квіт.           | Трав.           | Черв.           | Лип.            | Серп.           | Вер.            | Жовт.           | Лист.           | Груд.           | Рік             |
| Середній максимум, °C | 3,7             | 5,8             | 10,2            | 16,1            | 21,6            | 27,5            | 31,6            | 30,4            | 26,0            | 19,4            | 10,6            | 5,0             | 17,3            |
| Середній мінімум, °C  | −9,8            | −7,8            | −3,9            | 0,8             | 4,8             | 8,3             | 11,9            | 10,9            | 7,2             | 1,9             | −4,6            | −8,6            | 0,9             |
| Норма опадів, мм      | 34              | 33              | 29              | 40              | 25              | 18              | 22              | 31              | 29              | 35              | 27              | 34              | 356             |
| --------------------- | --------------- | --------------- | --------------- | --------------- | --------------- | --------------- | --------------- | --------------- | --------------- | --------------- | --------------- | --------------- | --------------- |
| Джерело: WRCC         |                 |                 |                 |                 |                 |                 |                 |                 |                 |                 |                 |                 |                 |

## Демографія
Згідно з переписом 2010 року, у місті мешкала 1451 особа в 657 домогосподарствах у складі 354 родин. Густота населення становила 656 осіб/км².  Було 743 помешкання (336/км²).
Расовий склад населення:
| - 93,9 % — білих - 1,3 % — чорних або афроамериканців - 1,0 % — корінних американців - 0,3 % — вихідців з тихоокеанських островів - 0,2 % — азіатів - 1,9 % — осіб інших рас |

До двох чи більше рас належало 1,3 %. Частка іспаномовних становила 7,5 % від усіх жителів.
За віковим діапазоном населення розподілялося таким чином: 21,1 % — особи молодші 18 років, 58,4 % — особи у віці 18—64 років, 20,5 % — особи у віці 65 років та старші. Медіана віку мешканця становила 44,2 року. На 100 осіб жіночої статі у місті припадало 96,9 чоловіків;  на 100 жінок у віці від 18 років та старших — 91,2 чоловіків також старших 18 років.
Середній дохід на одне домашнє господарство  становив 54 134 долари США (медіана — 40 759), а середній дохід на одну сім'ю — 65 106 доларів (медіана — 58 021). Медіана доходів становила 49 583 долари для чоловіків та 40 227 доларів для жінок. За межею бідності перебувало 12,9 % осіб, у тому числі 26,6 % дітей у віці до 18 років та 5,3 % осіб у віці 65 років та старших.
Цивільне працевлаштоване населення становило 577 осіб. Основні галузі зайнятості: сільське господарство, лісництво, риболовля — 17,2 %, освіта, охорона здоров'я та соціальна допомога — 14,7 %, науковці, спеціалісти, менеджери — 14,0 %.